# Maxime de Falcis
Maxime de Falcis (Parigi, 1993) è un giocatore di football americano francese, che gioca come defensive back per i Seamen Milano.
Dopo aver giocato per le giovanili e la prima squadra degli Spartiates d'Amiens e per due squadre universitarie passa ai Seinäjoki Crocodiles; nel 2019 passa ai Dresden Monarchs, successivamente ai Kuopio Steelers, ai Berlin Thunder e ai Berlin Adler. Dal 2024 gioca nei Seamen Milano.

## Palmarès
- 1 Europeo (2018)
- 1 Vaahteramalja (Kuopio Steelers: 2020)
- 1 Casque de Diamant (Spartiates d'Amiens: 2012)